# Michail Prodan
Michail Prodan (* 22. Oktober 1912 in Czernowitz (rumänisch Cernăuți); † 6. August 2002 in Freiburg im Breisgau) war ein rumänisch-österreichisch-deutscher Forstwissenschaftler. Er ist der Begründer des Fachgebietes Forstliche Biometrie im deutschen Sprachraum. 1966 gründete er die Abteilung für Forstliche Biometrie an der Albert-Ludwigs-Universität Freiburg. Bis zu seiner Pensionierung 1978 war er Leiter dieser Abteilung.

## Leben
Seine berufliche Laufbahn begann in Rumänien mit dem Studium der Forstwirtschaft. Nach der Übersiedelung nach Deutschland promovierte er 1944 mit einer Dissertation über Zuwachs- und Ertragsuntersuchungen im Plenterwald an der Albert-Ludwigs-Universität Freiburg. Die Habilitation folgte 1947 mit dem Thema Die mathematisch-statistischen Methoden in der Forstwirtschaft.
Er war Autor von Veröffentlichungen und Büchern zu den Themenbereichen Forstliche Biometrie und Holzmesslehre. Sein 1961 veröffentlichtes Werk Forstliche Biometrie und das 1965 publizierte Buch Holzmesslehre stellen bis heute Standardwerke für die Studierenden der Forstwissenschaften und für Forstpraktiker dar. Letzteres erschien 1997 in spanischer Übersetzung. Später wandte er sich verstärkt der Bewertung von Wald- und Landschaftswirkungen auf die Umwelt und fächerübergreifenden ökologischen Fragestellungen zu.
Seine wissenschaftlichen Leistungen wurden unter anderem durch die Verleihung der Ehrendoktorwürde der Georg-August-Universität Göttingen 1968 und des Preises zur Würdigung und Förderung hervorragender Leistungen auf dem Fachgebiet Forstliche Biometrie gewürdigt. Er war Ehrenmitglied der Forstwissenschaftlichen Gesellschaft Finnlands, Träger der Goldmedaille für außerordentliche Verdienste auf dem Gebiet der forstwissenschaftlichen Forschung der Hochschule für Bodenkultur Brünn und korrespondierendes Mitglied der Italienischen Akademie für Forstwissenschaften in Florenz. Im Jahre 1984 wurde ihm das Bundesverdienstkreuz I. Klasse der Bundesrepublik Deutschland verliehen. 1993 erhielt er den Georg-Ludwig-Hartig-Preis. 1994 erhielt er die Ehrenurkunde der Forstwissenschaftlichen Fakultät der Universität Freiburg anlässlich des 50. Jahrestages seiner Promotion.

## Schriften
- Zuwachs- und Ertragsuntersuchungen im Plenterwalde. Ein Beitrag zur Methodik der Ertragsuntersuchungen im Plenterwalde, dargelegt anhand der Ergebnisse der badischen Penterwaldversuchsflächen. Dissertation. Freiburg im Breisgau 1944.
- mit Karl Krenn: Die Bestandesmassenermittlung mit Hilfe stehender Probestämme. Mit einem Anhang über Die Bestimmung der echten Schaftholzformzahl und Ausbauchungsreihe aus dem echten Formquotienten.  Sauerländer, Frankfurt am Main 1944.
- Der Aufbau des Holzvorrates in Fichtenbeständen. Zusammengestellt nach dem Material der Badischen Forstlichen Versuchsanstalt. Badische Forstliche Versuchsanstalt, Freiburg im Breisgau 1946.
- Messung der Waldbestände. Sauerländer, Frankfurt am Main 1951.
- Forstliche Biometrie. BLV, München 1961, Nachdruck im Verlag Kessel, ISBN 978-3-941300-89-7, Leseprobe auf www.forstbuch.de.
- Holzmesslehre.  Sauerländer, Frankfurt am Main 1965.